# Euroislam

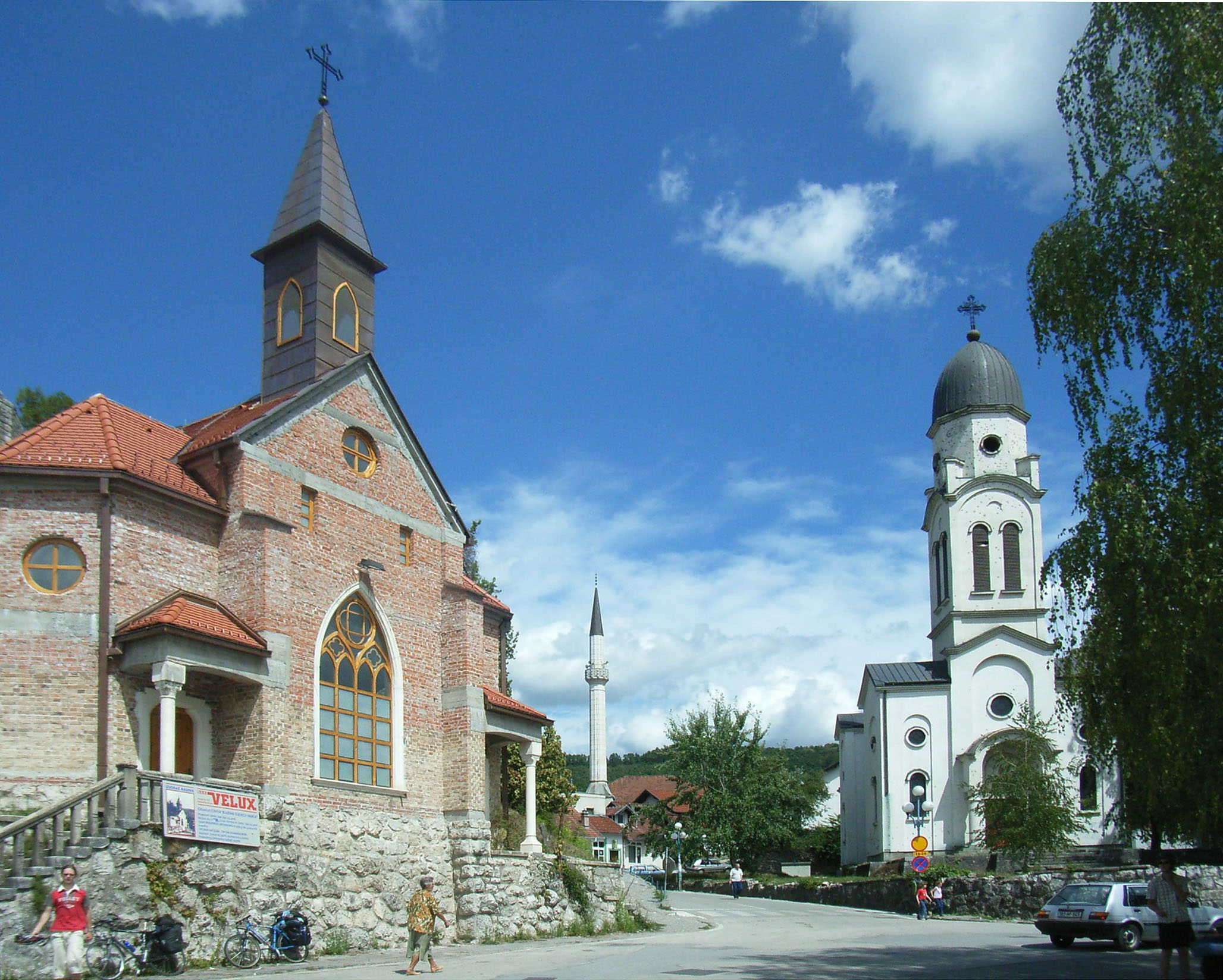
Katolsk kyrka, moské och serbisk-ortodox kyrka i Bosanska Krupa, Bosnien

Euroislam är en analytisk beskrivning av en form av islam i Europa.
Termen euroislam myntades vid en konferens i Birmingham i Storbritannien 1988. Ledare för och initiativtagare till konferensen var universitetslektorn vid Umeå universitet, tillika avdelningsdirektören vid Universitets- och högskoleämbetet, Carl E. Olivestam. 
En av de som var med och myntade begreppet Euroislam, Bassam Tibi(de) vid universitetet i Göttingen, sade 20 år senare att Euroislam hade misslyckats och att slöj-islam (tyska: Kopftuch-Islam) istället blivit dominerande i Europa i en intervju med Der Westen år 2016.
Konferensen handlade om religioner i ett mångkulturellt samhälle. Här framträdde tydligt att muslimer och muslimska organisationer i staden Birmingham på många sätt skilde sig från muslimer och organisationer i deras respektive kärnländer. Dessa var muslimer på brittiska villkor, de var muslimer vars hemland var Storbritannien och inget annat land. 
Den islam som på så sätt formades i England, Tyskland och Frankrike, för att ta några exempel på europeiska länder med större islamisk befolkning, kunde benämnas euroislam. Termen framkastades av Carl E. Olivestam och mötte omedelbart starkt gehör i konferensen. Termen publicerades första gången i handboken Kyrkor och alternativa rörelser.

## Egenskaper
Enligt Bassam Tibi kännetecknas en europeisk islam av bejakandet av sekulär demokrati. Detta åstadkoms genom åtskiljande mellan politik och religion, erkännandet av individuella mänskliga rättigheter och nämns speciellt religionsfrihet och erkännandet av en mångfald av religioner. I de flesta strömingar av islam erkänns inte andra religioner som likvärdiga.